# Katedrala sv. Jakova u Šibeniku
Katedrala sv. Jakova u Šibeniku značajno je graditeljsko ostvarenje 15. i 16. stoljeća na tlu Hrvatske. Zbog svojih iznimnih vrijednosti katedrala je 2000. godine uvrštena u UNESCO-ov popis svjetskog kulturnog nasljeđa. 

## Povijest
Gradnja nove katedrale simbolički je bila kulminacija višestoljetnog stremljenja grada, da se odvoji od trogirske biskupije te da i uz vlastitu crkvu stekne i komunalnu autonomiju. Podignuta je na južnoj strani središnjeg starog gradskog trga, na mjestu romaničke crkve sv. Jakova.
Ideja o gradnji velikog katedralnog hrama datira od 1298. godine kada je Šibenik dobio vlastitu biskupiju i naslov grada. Odluka o gradnji i početku pripremnih radova donesena je 1402. godine. Gradnja je međutim, započela tek 1431. godine i trajala uz prekide do 1536. godine. Prvo desetljeće na njenu podizanju rade mletački gotički graditelji i šibenski klesarski majstori Andrija Budčić i Budiša Statčić. Za to vrijeme izgrađen je južni i sjeverni zid, donji, gotički dio pročelja i oba portala crkve. 
Na katedrali su radili Juraj Dalmatinac, Radivoj Bogosalić, Radonja Grubačević i Nikola Marković.

Prilikom osnutka biskupije 1298. godine postojeća crkva sv. Jakova na glavnom gradskom trgu promovirana je u stolnu crkvu, ali kako je bila malena i neprikladna istom je prilikom odlučeno da biskup i grad osiguraju sredstva za gradnju nove katedrale. Krajem 14. st., nakon što je u invaziji Mlečana stara katedrala sv. Jakova oštećena, odlučeno je da se gradi nova te je 1402. g. zalaganjem biskupa Bogdana Pulšića osnovan je fond za njezinu gradnju. Zbog nepovoljnih političkih prilika, a potom i raznih drugih nedaća koje su zadesile Šibenik (kuge i požari), gradnja nove katedrale počela je tek tri desetljeća kasnije postavljanjem kamena temeljca 1431. godine. Katedrala je dovršena 1536., a 1555. g. posvetio ju je biskup Ivan Lucije Štafilić. Nakon temeljite obnove u 19. st. katedrala je ponovo posvećena 1860.

## Razvojne faze i stilska obilježja
Nastanak katedrale obuhvaća tri različite stilsko-razvojne faze od kojih se prva naziva po biskupu Boganu Pulšiću (1402. – 1437.) koji je započeo s njezinom gradnjom, dok se preostale dvije nazivlju po dvojici najznačajnijih arhitekata koji su definirali njezin današnji lik – Jurju Matijevom Dalmatincu i Nikoli Ivanovom Firentincu. Tijekom stoljetnog razdoblja gradnje katedrala je nastajala sukcesivnim izmjenama triju različitih arhitektonskih koncepcija, pri čemu se izmijenila tri različita stila: prvi gotički, drugi mješoviti gotičko-renesansi i treći renesansni.

### Prvo razdoblje gradnje od 1431. do 1441. – Pulšićeva katedrala
Započinje 1428. g. odlukom gradskog vijeća da se nova katedrala treba podići na pogodnijem mjestu u sjevernom dijelu grada. Bonino da Milano kao „primus magister ecclesie Sancti Jacobi“ (1428. – 1429.) izrađuje prvi projekt katedrale koja se treba podići na mjestu crkve Sv. Trojstva (danas sv. Ivana), no zbog smrti uspijeva samo djelomično dovršiti pojedine kiparske dijelove glavnog portala (danas se nalaze raspoređeni na postojeća dva portala katedrale. Na osnovu odluke gradskog vijeća da se katedrala ipak treba graditi na mjestu postojeće, novi protomagister Francesco di Giacomoiz Venecije (1430. – 1431.) izmjenjuje njegov projekt te ga prilagođava za izgradnju na postojećem mjestu gdje se još nalazila stara katedrala. Postavljanjem temelja na sjeverozapadnog uglu pročelja (9. travnja 1431.) započinje gradnja nove katedrale. Na mjesto protomajstora Francesca, kojemu je istekao jednogodišnji ugovor, dolaze Antonio di Pierpaolo Busato i Lorenzo Pincino, mletački majstori koji sljedećih desetak godina rade na katedrali. Zbog poteškoća oko postavljanja temelja i realizacije svetišta produženog preko ulice, početkom 40-tih godina dolazi do prekida gradnje, te šibensko vijeće u lipnju 1441. g. sklapa ugovor s Jurjem Matejevim iz Zadra pro prohtomagistro fabrice Ecclesiae Cathedralis.

### Drugo razdoblje gradnje od 1441. do 1473. – Jurjeva katedrala
Odvija se u dvije odvojene etape, među kojima je duže, petogodišnje razdoblje prekida. U početnoj fazi rada na katedrali (1441. – 1455.) Juraj Dalmatinac (Georgius Mathei Dalmaticus) novo tropasidalno svetište koje još uključuje krstionicu ugrađenu u temeljima južne apside (1443. – 1444.), te uz nju prislonjenu sakristiju s riznicom na katu (1450. – 1454.). Istovremeno se dovršavaju ranije započeti uzdužni zidovi crkve do visine vijenca visećih lukova, dok se u interijeru, po novom projektu majstora Jurja zajedno s presvođenim kapelama bočnih brodova do iste visine podižu arkade glavnog broda. U trenutku prekida radova 1455. godine izgrađene su visoke supstrukcije poligonalnog svetišta do razine vijenca s glavama, odnosno do razine poda prezbiterija u interijeru. Početnu fazu izgradnje katedrale obilježava prostorno-funkcionalna adaptacija te modernizacija ranijeg projekta, te niz inventivnih, prvenstveno graditeljsko-konstruktivnih i dekorativnih rješenja primijenjenih u gradnji svetišta ("montažna tehnika" gradnje velikim kamenim blokovima, te vijenac individualiziranih glava prirodne veličine).
U drugoj fazi rada na katedrali (1461. – 1473.) radovi su koncentrirani samo na podizanju poligonalnih zidova svetišta pri čemu se mogu razlikovati dvije konsekutivne etape. Prvu etapu (1461. – 1465.), obilježava pojava novog, ranorenesansnog dekorativnog repertoara pretežno slikarskog karaktera koji potječe od slikara iz kruga F. Squarcionea i radionice Donatella u Padovi (zid sjeverne kapele raščlanjen s pilastrima i zaključen s vijencem na kojem putti pridržavajući girlande sviraju i plešu, tzv. "Malipierova partija"). Druga etapa javlja se nakon Jurjevog boravka u Dubrovniku (1465. – 1473.), a obilježava je pojava strukturalno zrelijih kompozicija i stilski čišćih motiva toskanskog porijekla (prozori glavne apside) koji su nastali pod utjecajem firentinskih majstora iz kruga Michelloza di Bartolomea zaposlenih u Dubrovniku pred Jurjevim dolaskom. U završnom razdoblju rada na katedrali Juraj Dalmatinac na sjevernom zidu kapele svetišta, pod arhivoltom s grbom kneza S. Malipiera (1465. – 1468.) postavlja reljef sv. Jerolima pustinji. Juraj Dalmatinac umire 10. listopada 1473. godine.

### Treće razdoblje gradnje od 1475. do 1536. – Nikolina katedrala
Počinje imenovanjem Nikole Ivanova iz Firence (Niccolo di Giovanni Fiorentino) novim protomagistrom (1475.). Firentinac zatječe katedralu dovršenu do visine obodnih zidova svetišta i zidova bočnih brodova, ali međusobno neusklađenih i nepovezanih, te s brojnim nepravilnostima u tlocrtnoj dispoziciji čitavog korskog djela (istanjeni te izlomljeni zidovi svetišta i transepta u interijeru). Do 1477. godine Nikola Firentinac izrađuje projekt za dovršetak čitavog gornjeg dijela katedrale te počinje s presvođenjem bočnih kapela svetišta. Mijenjajući raniju koncepciju trobrodne bazilike otvorenog krovišta u crkvu presvođenu bačvastim svodovima Nikola prvo nivelira visine svetišta i trobrodnog korpusa crkve, a potom, te snažnim, all' antica vijencem jasno razdvaja prethodno sagrađene dijelove od svojeg novog gornjeg dijela.
Prilagodbom Jurjeve "montažne tehnike" gradnje Nikola Firentinac nad bočnim kapelama svetišta podiže kratke bačvaste svodove sastavljene od dugačkih kamenih ploča slaganih na preklop (dovršeni do 1479.). Pripremajući pravilnu i čvrstu građevinsku supstrukciju za istovjetno koncipirane velike svodove crkve, Nikola ispravlja i ojačava zidove korskog djela, te ih vrlo brzo (do 1483.) podiže do razine svoda. Pri tome primjenjuje složena inženjerska rješenja – u debljini zida sakrivene metalne zatege, te konzolno izbačeni "ravni luk" (piattabanda). Bačvasti svodovi i križište s oktogonalnim tamburom-lanternom i kupolom izgrađeni su do 1499. godine. Te godine Nikola prestaje obnašati dužnost protomagistra i u vlastitoj režiji sklapa ugovor za izradu kamenog namještaja u svetištu. Osim kupole, u trenutku njegove smrti (1506./1507.) podignuta su još dva traveja bačvastog svoda nad glavnim brodom, te u ravnini s njima i četvrtbačvasti svodovi nad bočnim brodovima. Premda se katedrala gradi još tri desetljeća nakon njegove smrti ona je u cijelosti dovršena po njegovu projektu. Nakon Nikole Firentinca dužnost protomagistra obnašala su još dva arhitekta – Bartolomeo iz Mestra (od 1520.), a potom njegov sin Jakov. Oni su do završetka građevinskih radova presvodili preostala četiri traveja glavnog i bočnih brodova, te podigli gornji "trolisno" zaključeni dio zapadnog pročelja.

## Obnove i restauracije
Od 16. stoljeća na katedrali su kontinuirano rađeni brojni manji popravci,prvenstveno zbog propuštanja vode. U drugoj polovici 19. stoljeća zalaganjem šibenskog arhitekta Paola Bionija i uz potporu austrijske vlade izvršena je temeljita i sveobuhvatna restauracija (1843. – 1860.). Nakon drugog svjetskog rata u cijelosti je obnovljena sakristija (1947. – 1949.), a izmjenom željeznih zatega (1961.) izvršena je statička sanacija katedrale. Tri granate ispaljene s broda bivše JNA 18. rujna 1991. g. probile su kupolu katedrale. Sanacija oštećenja kupole izvršena je od 23. kolovoza 1996. do 14. ožujka 1997., a program održavanja (čišćenje) i nadgledanja se nastavlja i dalje.

## Orgulje
Franc Jenko je izgradio orgulje katedrale 1968. godine. Glazbalo ima ovu dispoziciju:
| I. manual C–g3 |              |    |
|                | Principal    | 8′ |
|                | Bordun       | 8′ |
|                | Diapazon     | 8′ |
|                | Octava       | 4' |
|                | Super ovtav  | 2' |
|                | Sesquialtera |    |
|                | Mixtura IV   |    |
|                | Flauta dolce | 8′ |
|                | Fugara       | 8′ |
|                | Flauta       | 4′ |
|                | Tromba       | 8' |

| II. manual C–g3 |                     |        |
|                 | Violinski principal | 8′     |
|                 | Quinta              | 2 2/3′ |
|                 | Cimbal III          |        |
|                 | Harm. flauta        | 8′     |
|                 | Aeolina             | 8'     |
|                 | Celeste             | 8′     |
|                 | Silvana             | 4′     |
|                 | Piccolo             | 2′     |
|                 | Oboa                | 8'     |

| Pedal C–f1 |             |     |
|            | Contrabassi | 16' |
|            | Subbass     | 16′ |
|            | Pianobass   | 16′ |
|            | Octavbass   | 8′  |
|            | Burdunal    | 8′  |
|            | Koral       | 4'  |
|            | Pozauna     | 16′ |

Spojnice: Super I, Super II, Sub II-I, Ped.-I, II-I, Ped.-II, Super II-I, Super Ped.-I. 

Nepromjenjive kombinacije: PP, P, MF, F, TT. 

Dvije slobodne kombinacije, Crescendo, autom. pianopedal.

Električna traktura.

## Galerija
- Trg ispred kategrale
- Pročelje katedrale i rozeta
- Pogled s rive
- Figure
- Unutrašnjost katedrale
- Krstionica

## Također pogledajte
- Šibenska biskupija

## Vanjske poveznice
- Katedrala svetog Jakova sibenik.hr, arhivirano 22. travnja 2009.
- The Cathedral of St James in Šibenik unesco.org
- Dokumentarni video-snimak oštećene kupole
- Video-snimak iz vremena popravka kupole